# Aspirantskola
Aspirantskola eller kompletterande militär utbildning är i Sverige en militär utbildningsform som införts för att förbereda den som genomgått grundläggande militär utbildning (GMU) för grundläggande officersutbildning. Den som har genomfört värnplikten behöver inte genomgå aspirantskola.

## Aspiranter
Den som går på aspirantskola är rekryt med titeln aspirant. Den som går på den grundläggande officersutbildningen är officersaspirant med titeln kadett.

## Förberedande officerskurs
Aspirantskolan har ersatts av Förberedande officerskurs, FOK.